# 埃尔德纳附近布雷瑟加德
埃尔德纳附近布雷瑟加德（德語：Bresegard bei Eldena）是德国梅克伦堡-前波美拉尼亚州的市镇，隶属于路德维希斯卢斯特-帕尔希姆县，总面积为10.92平方千米，截至2020年总人口为205人。